# Ricardo Montero (Radsportler)
Ricardo Montero Hernández (* 9. Juli 1902 in Gemuño; † 19. Dezember 1974 in Valladolid) war ein spanischer Radrennfahrer und nationaler Meister im Radsport.

## Sportliche Laufbahn
Montero war im Straßenradsport aktiv. Er war von 1924 bis 1935 Berufsfahrer. 1925 siegte er in der nationalen Meisterschaft im Straßenrennen, 1926 war er Dritter der Meisterschaft. Ebenfalls 1925 gewann er die Andalusien-Rundfahrt mit einem Etappensieg und die Vuelta a Tolosa. 1926 war er in der Vuelta a Asturias (mit drei Etappensiegen) sowie im Eintagesrennen GP Viscaya (den er auch im folgenden Jahr gewann) erfolgreich. 1927 holte er drei Etappensiege in der Vuelta a Asturias und siegte im Rennen Clásica de Ordizia (wie auch 1930 bis 1932 und 1935). 1928 folgten zwei Etappensiege in der Vuelta a Asturias, einer in der Baskenland-Rundfahrt sowie der Sieg im Gran Prueba Eibarresa. Die Prueba de Legazpi gewann er 1929 und 1930. Etappensiege in der Baskenland-Rundfahrt und in der Katalonien-Rundfahrt verbuchte er auch 1930. 1931 gewann er die Rennen Subida a Urkiola und Gran Prueba Eibarresa, 1932 die Vuelta a los Puertos, Gran Prueba Eibarresa sowie zwei Etappen in der Vuelta a Levante, 1932 den Gran Premio República und die Vuelta a Levante.
1931 startete Montero im Giro d’Italia, beendete die Rundfahrt jedoch nicht. In der Vuelta a España 1935 kam er nicht ins Ziel. Bei den Straßenradsport-Weltmeisterschaften wurde Montero im Profirennen 1930 Sechster und 1932 Vierter.

## Familiäres
Er ist der ältere Bruder von Luciano Montero, der ebenfalls Radprofi war.